# 国立病院機構嬉野医療センター附属看護学校
国立病院機構嬉野医療センター附属看護学校（こくりつびょういんきこううれしのいりょうセンターふぞくかんごがっこう）とは、独立行政法人国立病院機構が佐賀県嬉野市嬉野町に設置する専修学校である。嬉野医療センターと同一敷地内にある。同機構九州グループに属する。文科省付与の学校コードは「H141320900015」。

## 概要
実習先は隣接する嬉野医療センターが主要な病院であり、学校が学生寮も併設している。自治体、看護協会、病院単位などが設けている奨学金制度もあるが、国立病院機構が用意している奨学金制度がある。

## 沿革
- 1953年（昭和28年）開校。
- 2019年（令和元年）6月 - 嬉野医療センターとともに現在地に新築移転。
- 2023年（令和05年）7月 - 創立70周年を迎える。

## 学科
- 看護学科（3年課程、学年定員40名、総定員120名）

## 卒業後の資格
- 専門士（医療専門課程）称号[1]
- 看護師国家試験の受験資格
- 保健師・助産師養成学校 受験資格
- 大学教育学部養護教諭特別別科 受験資格
- 大学編入学資格

## 交通アクセス
- JR九州・西九州新幹線・嬉野温泉駅駅から徒歩1分